# Sukawening (Ciwidey)
Sukawening is een bestuurslaag in het regentschap Bandung van de provincie West-Java, Indonesië. Sukawening telt 9316 inwoners (volkstelling 2010).